# Archibald Ross Colquhoun
Archibald Ross Colquhoun, född 1848 på ett skepp som passerade Godahoppsudden, död 18 december 1914, var en brittisk ingenjör och journalist.
Colquhoun uppfostrades i sitt fädernesland Skottland och blev 1871 järnvägsingenjör i Brittiska Burma. År 1879 var han sekreterare vid beskickningen till Siam och de siamesiska shanstaterna. Under en permissionsresa till England uppgjorde han tillsammans med d:r H. Hallett planen att medelst en järnväg genom Siam och Vietnam förena Brittiska Indien med Kina. Planen vann uppmuntran, och Colquhoun för sin del utstakade 1880–1881 den eventuella järnvägens sträckning i södra Kina och de kinesiska shanstaterna. Han erhöll guldmedalj av Royal Geographical Society och utgav sina resebeskrivningar Across Chrysé (två band 1883) samt Among the Shans (1885). 
Åren 1883–1885 vann Colquhoun berömmelse såsom tidningen The Times korrespondent i Kina och Tonkin, under kriget mellan Frankrike och Kina. Återkommen, verkade han med föredrag, tidningsartiklar och skriften English Commercial Policy in the East (1885) för sin idé att Storbritannien borde annektera övre Burma och ingå allians med Kina för att stäcka (förhindra) Frankrikes och Rysslands planer i Fjärran Östern. Sedan Burma samma år annekterats, verkade han där 1885–1889 såsom brittisk kommissarie. 
Åren 1890–1891 var Colquhoun styresman för det nyockuperade Mashonaland i södra Afrika och organiserade denna viktiga koloni. Han erhöll avsked med pension 1892 och utgav 1893 Matabeleland and Our Position in South Africa. Han företog sedermera flera vidsträckta resor i avlägsna världstrakter (bland annat Centralamerika, Kina, Filippinerna och södra Afrika) och publicerade sina reseintryck dels i föreläsningar, dels i en rad geografisk-politiska skrifter, såsom The Key of the Pacific (1895), China in Transformation (1898), Russia Against India (1900), The Mastery of the Pacific (1902) och Greater America (1904).